# Vrbovce (Slovenië)
Vrbovce is een plaats in Slovenië en maakt deel uit van de gemeente Šentjernej in de NUTS-3-regio Jugovzhodna Slovenija. De plaats telde 69 inwoners op 1 januari 2020.